# Jedz, módl się, kochaj (książka)
Jedz, módl się, kochaj (ang. Eat, Pray, Love) - książka autobiograficzna Elizabeth Gilbert opublikowana w 2006 roku.

## Treść
Amerykanka Elizabeth Gilbert przed trzydziestką miała męża, dom za miastem, dobrą pracę. Mimo to nie była szczęśliwa ani nie czuła się spełniona. Zdecydowała się rozwieść z mężem i porzucić wszystko. Rozwód był bardzo wyczerpujący, Elizabeth popadła w ciężką depresję. Po dojściu do siebie odbyła podróże po Włoszech, Indiach i Indonezji. Włochy nauczyły ją jak cieszyć się życiem bez poczucia winy. W Indiach przeżyła fascynację hinduizmem i ćwiczyła się w sztuce medytacji. W Indonezji znalazła idealnego kochanka.
Na podstawie książki powstał film o tym samym tytule.